# Xylaria culleniae
Xylaria culleniae är en svampart som beskrevs av Berk. & Broome 1873. Xylaria culleniae ingår i släktet Xylaria och familjen kolkärnsvampar.   Inga underarter finns listade i Catalogue of Life.